# Шок (фільм, 1982)
«Шок» фр. Le Choc) — французький кримінальний фільм 1982 року режисера Робіна Девіса, екранізація роману Жана Патріка Маншета «Позиція стрільба лежачи» (фр. La Position du tireur couché). На цьому ж романі заснований фільм П'єра Мореля 2015 року «Ганмен», у якому головну роль грає Шон Пенн.

## Сюжет
Найманий вбивця Крістіан Мореллі (Ален Делон) після 10 років «роботи» вирішує «зав'язати» і виїхати на відпочинок. Цілком зрозуміло, що колишні замовники незадоволені його рішенням, він дуже багато знає про їхні справи, а крім того він найкраще виконує брудну «роботу». Крістіан ховається у сільській місцевості і зустрічає там Клер (Катрін Денев), між ними спалахує любов…

## Ролі виконують
- Ален Делон — Мартин Тер'є / Крістіан Мореллі
- Катрін Денев — Клер
- Філіпп Леотар — Фелікс
- Франсуа Перро[fr] — Кокс
- Етьєн Шико[fr] — Мішель
- Стефан Одран — Жанна Фольк
- Феодор Аткін[fr] — Боревич або «Боро»
- Катерина Лепранс[fr] — Матильда
- Жан-Луї Рішар[fr] — Мобер, інспектор
- Франк-Олів'є Бонне[fr] — Сільвіо
- Дені Коган — Розанна

## Навколо фільму
- Це другий фільм, у якому Ален Делон знімався разом з Катрін Денев. До того вони знялися у фільмі 1972 року «Поліцейський» режисера Жана-П'єра Мельвіля.
- Катрін Денев не зовсім добре ладила з Робіном Девісом і була дуже незадоволена ним, так що сценами, де вона з'являлася, мусів керувати Ален Делон.
- Крім фільму «Шок», Ален Делон грав ще у двох екранізаціях романів Жан-Патріка Маншета: «Трьох потрібно прибрати» (1980) та «За шкуру поліцейського» (1981).